# Digby Smith
Digby George Smith (* 15. Januar 1935 in Aldershot; † 9. Januar 2024 in Thetford) war ein britischer Major, der insbesondere unter dem Pseudonym Otto von Pivka als Sachbuchautor bekannt wurde.

## Leben
Mit seinen Eltern verbrachte er bis 1948 einige Jahre im Ausland, unter anderem in Indien und Pakistan. 1951 begann er bei der britischen Armee zunächst eine Kaufmannslehre, schlug dort dann aber eine militärische Laufbahn ein. 1961 erhielt er beim Royal Corps of Signals (Fernmeldekorps) sein Offizierspatent und ging dann für über zehn Jahre zur Rheinarmee nach Deutschland.
Von 1970 bis 1972 studierte er an der Führungsakademie der Bundeswehr in Hamburg-Blankenese. In Deutschland entwickelte sich sein Interesse für die Militärgeschichte des Landes und er begann 1972 unter dem Pseudonym Otto von Pivka heereskundliche Bücher zu schreiben. Nach einer Verwendung im britischen Verteidigungsministerium verließ er 1979 den aktiven Dienst, um bis 1995 für internationale Konzerne in der IT-Branche in Deutschland, Russland und Saudi-Arabien zu arbeiten.
Danach verlegte er sich ganz auf die Tätigkeit als Sachbuchautor und veröffentlichte jetzt unter seinem echten Namen. Schwerpunkt seiner Bücher ist die napoleonische Epoche und der Nahostkonflikt.
Smith verbrachte die letzten Jahre seines Ruhestandes in Thetford, Norfolk.

## Schriften
unter dem Pseudonym „Otto von Pivka“
- Napoleon's German Allies. Osprey, London 1982ff

1. Westfalia and Cleve Berg. 1998, ISBN 0-85045-211-2 (Nachdr. d. Ausg. Reading 1965).[3]
2. Nassau and Oldenburg. 1986, ISBN 0-85045-255-4 (Nachdr. d. Ausg. Reading 1975).[4]
3. Saxony. 1996, ISBN 0-85045-309-7 (Nachdr. d. Ausg. Reading 1975).
4. Bavaria. 1998, ISBN 0-85045-373-9 (Nachdr. d. Ausg. Reading 1980).
5. Hessen Darmstadt and Hessen-Kassel. 1982, ISBN 0-85045-431-X (Nachdr. d. Ausg. Reading 1975).[5]

- Napoleons Verbündete in Deutschland. Verlag Wehr und Wissen, Bonn 1979

1. Westfalen und Kleve-Berg. 1979, ISBN 3-8033-0284-6.
2. Nassau und Oldenburg. 1979, ISBN 3-8033-0285-4.

- Napoleon's Italian and Neapolitan Troops. Osprey, London 1992.
- Spanish Armies of the Napoleonic Wars. Osprey, London 1975, ISBN 0-85045-243-0.[6]
- Napoleon's Polish Troops. Osprey, London 2012, ISBN 978-1-299-58161-6 (Nachdr. d. Ausg. London 1974).[6]
- The Black Brunswickers. Osprey, London 1973, ISBN 0-85045-146-9.[6]
- The King's German Legion. Osprey London 1974, ISBN 0-85045-192-2.
- The Portuguese Army of the Napoleonic Wars. Osprey, London 1977, ISBN 0-85045-251-1.
- Dutch-Belgian Troops of the Napoleonic Wars. Osprey, London 1996, ISBN 0-85045-347-X (Nachdr. d. Ausg. London 1992).
- Brunswick Troops 1809-15. osprey, London 1985, ISBN 0-85045-613-4.[5]
- Armies of 1812. Stephens, Cambridge 1977

1. The French Army including foreign regiments in French service and the confederation of the Rhine. 1977, ISBN 0-85059-274-7.
2. mehr nicht erschienen

- Armies of Europe Today. Osprey, London 1974, ISBN 0-540-07121-8.
- Armies of the Middle East. Stephens, Cambridge 1980, ISBN 0-85059-326-3.
- Armies of the Napoleonic Era. Taplinger, New York 1979, ISBN 0-8008-5471-3.
- Navies of the Napoleonic Era. David & Charles Books, Newton Abbot 1980, ISBN 0-88254-505-1.

unter dem Namen „Digby Smith“
- An Illustrated Encyclopedia of Military Uniforms of the 19th Century. An expert guide to the Crimean War, American Civil War, Boer War, wars of German and Italian unification and colonial wars. Lorenz Books, London 2011, ISBN 978-0-7548-1901-1 (Nachdr. d. Ausg. London 2009).
- An Illustrated Encyclopedia of Uniforms from 1775–1783, the American Revolutionary War. An expert guide to the uniforms of the American militias and Continental Army, the armies and navies of Great Britain and France, German and Spanish units, and American Indian allies. Lorenz Books, London 2008, ISBN 978-0-7548-1761-1 (zusammen mit Kevin F. Kiley und Jeremy).
- An Illustrated Encyclopedia. Uniforms of the Napoleonic Wars. Lorenz Books, London 2007, ISBN 978-0-7548-1571-6
- Napoleon Against Russia. A New History of 1812. Pen & Sword Military, Barnsley 2006, ISBN 978-1-84415-089-2.
- Napoleon's Regiments. Battle Histories of the Regiments of the French Army, 1792–1815. Greenhill, London 2000, ISBN 1-85367-413-3.
- 1813, Leipzig. Napoleon and the Battle of the Nations. Greenhill, London 2001, ISBN 1-85367-435-4.
- Charge! Great Cavalry Charges of the Napoleonic Wars. Greenhill, London 2003, ISBN 1-85367-541-5.
- Army Uniforms Since 1945. Blandford Press, Poole 1982, ISBN 0-7137-1083-7 (illustriert von Mike Chappell).[7]
- Borodino. Windrush Press, Moreton-in-Marsh 1998, ISBN 1-900624-17-6.
- NATO Uniforms Today (Uniforms Illustrated; Bd. 6). Arms & Armour Press, London 1984, ISBN 0-85368-665-3.
- World Army Uniforms Since 1939. Blandford Press, Poole 1983, ISBN 0-7137-1189-2 (zusammen mit Andrew Mollo).
- The Decline and Fall of Napoleon's Empire. How the Emperor Self-Destructed. Greenhill, London 2005, ISBN 1-85367-609-8.
- The Prussian Army to 1815. Schiffer Publ., Atglen, Pa. 2007.
- The Greenhill Napoleonic Wars Data Book. Actions and Losses in Personnel, Colours, Standards and Artillery 1792–1815. Greenhill, London 1998, ISBN 1-85367-276-9.

## Medien
2001 arbeitete Digby Smith an der sechsteiligen britischen TV-Dokumentarserie Campaigns of Napoleon (Napoleon: the Man, the Myth, the Legend) mit.